# 2566 Kirghizia
2566 Kirghizia este un asteroid din centura principală, descoperit pe 29 martie 1979 de Nikolai Cernîh.